# Balde
 Der er for få eller ingen kildehenvisninger i denne artikel, hvilket er et problem. Du kan hjælpe ved at angive troværdige kilder til de påstande, som fremføres i artiklen.

Balder eller bagdel er en del af anatomien for nogle arter af pattedyr, f.eks. primater. Baldernes placering på hver side af kroppen danner en revne, hvori endetarmsåbningen (anus) er placeret. Balderne består af muskel- og fedtvæv.

## Menneskets balder
Menneskets balder er runde udvækster og sidder i forlængelse af ryggen, og sidden fast på hoften. Bagdel er et andet ord for begge balder, der antyder at balderne udgør den bageste del af kroppen i oprejst tilstand. Numse, rumpe og røv er synonymer for balder, hvor sidstnævnte uden tvivl opfattes som vulgært.
Balderne indeholder hver to muskler adskilt af et lag fedtvæv, yderligere er der et lag fedtvæv lige under huden. Musklerne benyttes i forbindelse med kroppens normale funktioner; f.eks. at sætte sig, gang/løb og løft.
Balderne betyder endvidere, at mennesket kan lægge hele sin vægt på bagdelen, f.eks. når vi sætter os ned. Dette har vi tilfælles med andre primater, mens f.eks. hunde bærer hele deres vægt på benene hvis de sidder ned.
Revnen mellem balderne er den såkaldte 'analfure'. Mellem den enkelte balde og det tilhørende ben, er der ofte en hudfold. Denne fold kaldes en sædefold. 
Nogle biologer mener at menneskets opretstående gang, foruden at det i dyreriget var en fremragende langdistanceløber, medførte til at vi udviklede kraftige sædemusker, der giver en veludviklet bagdel.

### Kvindens balder
Kvindens krop er fra naturens side udviklet således, at visse fysiske aspekter udvikles og fremhæves - såsom udvikling af fedtdepoter og bredere hofter, herunder bryster og balder - for at signalere den enkelte kvindes fertilitet og kønsmodenhed. Dette gælder også for kvindens bagdel, da det fra naturens side har det været et sundhedstegn at en kvinde havde en rund bagdel, da det indikerer, at denne er i stand til at føde og nære et potentielt afkom, grundet de forsørrede fedtdepoter. På den måde kunne den potentielle partner bedst sikre sig at hans afkom blev født og overlevede den første tid.
I dag er en stor bagdel ikke et sundhedstegn på samme måde, men ses nu udelukkende som en æstetisk og erotisk del af kroppen i flere kulturer.

#### Mode
Kvinder har gennem tide benyttet klæder til enten at fremhæve eller skjule deres bagdel – afhængig af hvad moden dikterede.
Et moderne eksempel fra 2010'erne er stramme bukser eller skinny-jeans, som medfører at bagdelen kommer til at virke mere fast og fyldig. Dette bringer os frem til endnu et eksempel, nemlig G-strengstrussen. Da kvinder begyndte at gå i meget stramme bukser, men samtidig benyttede almindelige trusser, kunne det til tider se ud som om ballen var halveret på grund af man kunne se trussekanten igennem; derfor begyndte kvinder at gå uden trusser eller med G-strengstrusser.
Et historisk eksempel er fra slutningen af 1800-tallet, hvor kvinder benyttede krinoliner og puder under deres kjoler, således at de fremstod at have en større bagdel.

### Mandens balder
Generelt finder kvinder det tiltrækkende hvis en mand har en muskuløs bagdel[kilde mangler] – som f.eks. fodboldspillere ofte vil have. Det er et fysisk sundhedstegn på mandens styrke, hvilket biologisk set indikerer, at denne vil være i stand til at reproducere og skabe et sundt afkom.
- Jean-Jacques Lequeu (c. 1785).
- Félix Vallotton (c. 1884).